# Mitsubishi 500
Der Mitsubishi 500 war der erste Pkw, den Shin Mitsubishi Heavy-Industries Ltd, eines der Unternehmen, die später zu Mitsubishi Motors wurden, baute. Er kostete 1960 ¥ 390.000 und wurde von einem luftgekühlten, im Heck eingebauten Zweizylinder-Reihenmotor mit 493 cm3 Hubraum und einer Leistung von 20 PS (15 kW) bei 5.000 min−1 angetrieben. Der Motor war mit einem einzelnen Fallstromvergaser ausgestattet und die Motorkraft wurde über ein handgeschaltetes Dreiganggetriebe an die Hinterräder weitergeleitet.
1961 bekam der Wagen einen größeren Motor mit 594 cm3 Hubraum mit besserer Beschleunigung. Dieses Modell wurde als Mitsubishi 500 Super DeLuxe angeboten.
1962 wurde der Wagen überarbeitet und hieß von nun an Colt 600.

## Motorsport
Heute ist Mitsubishi eher für ihren Erfolg bei Geländewettbewerben mit einem auf dem Mitsubishi Pajero basierenden Rallyefahrzeug oder dem auf dem Mitsubishi Lancer basierenden WRC bekannt, das erste homologierte Rennfahrzeug aber war ein Tourenwagen auf Basis des 500 Super DeLuxe, der 1962 beim Macau Grand Prix eingesetzt wurde. Kazuo Togawa konnte sich in einem furiosen Renndebüt einen Namen machen, weil der kleine Renner die ersten vier Plätze in der Klasse bis 750 cm3 belegte.